# Seznam hejtmanů v Česku
Hejtman je v Česku člen zastupitelstva kraje, kterého si tento orgán zvolí do svého čela. Hejtman vystupuje jako představitel samosprávného kraje. V Hlavním městě Praze vykonává funkci hejtmana kraje primátor hlavního města Prahy.

## Seznam
| Kraj                 | Portrét                    | Portrét                    | Hejtman(ka)                              | Navrhující strana | Zvolení do funkce   | Předchozí hejtmani |
| -------------------- | -------------------------- | -------------------------- | ---------------------------------------- | ----------------- | ------------------- | ------------------ |
| Hlavní město Praha   |                            | Bohuslav Svoboda           | Bohuslav Svoboda (primátor hl. m. Prahy) | ODS               | 2023                | seznam             |
| Středočeský kraj     |                            | Petra Pecková              | Petra Pecková                            | STAN              | 2020 2024           | seznam             |
| Jihočeský kraj       |                            | Martin Kuba                | Martin Kuba                              | ODS               | 2020 2024           | seznam             |
| Plzeňský kraj        |                            |                            | Kamal Farhan                             | ANO               | 2024                | seznam             |
| Karlovarský kraj     | Jana Mračková Vildumetzová | Jana Mračková Vildumetzová | 2024                                     | ANO               | seznam              |                    |
| Ústecký kraj         | Richard Brabec             | Richard Brabec             | 2024                                     | ANO               | seznam              |                    |
| Liberecký kraj       |                            | Martin Půta                | Martin Půta                              | SLK               | 2012 2016 2020 2024 | seznam             |
| Královéhradecký kraj |                            |                            | Petr Koleta                              | ANO               | 2024                | seznam             |
| Pardubický kraj      |                            | Martin Netolický           | Martin Netolický                         | SOCDEM            | 2012 2016 2020 2024 | seznam             |
| Kraj Vysočina        |                            |                            | Martin Kukla                             | ANO               | 2024                | seznam             |
| Jihomoravský kraj    |                            | Jan Grolich                | Jan Grolich                              | KDU-ČSL           | 2020 2024           | seznam             |
| Olomoucký kraj       |                            |                            | Ladislav Okleštěk                        | ANO               | 2024                | seznam             |
| Moravskoslezský kraj |                            | Josef Bělica               | 2024                                     | ANO               | seznam              |                    |
| Zlínský kraj         |                            | Radim Holiš                | 2020 2024                                | ANO               | seznam              |                    |

## Hejtmani podle navrhující strany
| Navrhující strana | Navrhující strana             | Počet hejtmanů                 |
| ----------------- | ----------------------------- | ------------------------------ |
|                   | ANO 2011                      | 8                              |
|                   | Občanská demokratická strana  | 2 (vč. primátora hl. m. Prahy) |
|                   | Starostové a nezávislí        | 1                              |
|                   | Starostové pro Liberecký kraj | 1                              |
|                   | Sociální demokracie           | 1                              |
|                   | KDU-ČSL                       | 1                              |